# Élections régionales de 1992 à Madère
Les élections régionales de 1992 (en portugais : Eleições legislativas regionais na Madeira em 1992) se sont tenues le 11 octobre 1992 à Madère afin d'élire les 57 députés de l'Assemblée législative.

## Résultats
| Partis                   | Partis                                       | Voix    | %     | Sièges | +/-           |
| ------------------------ | -------------------------------------------- | ------- | ----- | ------ | ------------- |
|                          | Parti social-démocrate (PPD/PSD)             | 74 369  | 56,86 | 39     | 2             |
|                          | Parti socialiste (PS)                        | 29 443  | 22,51 | 12     | 5             |
|                          | Parti du centre démocratique et social (CDS) | 10 582  | 8,09  | 2      | en stagnation |
|                          | Union démocratique populaire (UDP)           | 6 053   | 4,63  | 2      | 1             |
|                          | Coalition démocratique unitaire (CDU)        | 3 868   | 2,96  | 1      | 1             |
|                          | Parti de la solidarité nationale (PSN)       | 3 154   | 2,41  | 1      | Nv.           |
|                          | Parti démocratique de l'Atlantique (PDA)     | 753     | 0,58  | 0      | en stagnation |
|                          | Votes blancs                                 | 903     | 0,69  |        |               |
|                          | Votes nuls                                   | 1 674   | 1,28  |        |               |
|                          |                                              |         |       |        |               |
| Total                    | Total                                        | 130 799 | 100   | 57     | 4             |
| Abstentions              | Abstentions                                  | 65 790  | 33,47 |        |               |
| Inscrits / participation | Inscrits / participation                     | 196 589 | 66,53 |        |               |